# Кацхи (монастырь)
Монастырь Рождества Христова в Кацхи (груз. კაცხის მაცხოვრის შობის სახელობის მონასტერი), более известный как монастырь Кацхи (груз. კაცხის მონასტერი) — средневековый монастырь в Грузии, расположенный в селе Кацхи недалеко от города Чиатура. Он был построен родом Багуаши в период 988—1014 годов. Здание церкви, шестиугольное в плане, отличается богатым орнаментом. Закрытый при советской власти в 1924 году монастырь был возрождён в 1990 году и в настоящее время управляется епархией Сачхере и Чиатуре Грузинской православной церкви.

## Архитектура
Монастырь Кацхи представляет собой восьмиугольное здание более сложной конструкции, чем другие подобные многоугольные грузинские исторические памятники, такие как Гогюба, Киагмис-алты, Олтиси и Бочорма. Экстерьер строения состоит из трёх постепенно сужающихся цилиндрических уровня, образованных многогранной галереей, главным пространством церкви и барабаном купола.
Шесть апсид вписаны во внешний многогранник и окружены деамбулаторием со всех сторон. В надписи в деамбулаторие упоминается некая «Цховреба, дочь Иоанна, князя князей». Единое внутреннее пространство, расположенное под куполом, включает в себя радиально ориентированные полукруглые апсиды. Одна из них, алтарная апсида, заметно выступает наружу из-за своей большой вимы. Барабан купола также имеет грани. Каждая грань основного помещения церкви, а также купола и галереи завершаются фронтоном с тремя рядами многоугольных карнизов.
Здание было богато украшено, но декоративные детали двух верхних уровней исчезли в результате реставрации 1854 года. Примечательна большая рельефная композиция в южном вестибюле галереи (Воздвижение Святого Креста), изображающая крест, поддерживаемый четырьмя ангелами.
Церковь окружена пятиугольной стеной, в восточном углу которой находится отдельно стоящая колокольня. Эти строения являются более поздними дополнениями, вероятно, относящиеся к XVII или XVIII веку.

## История

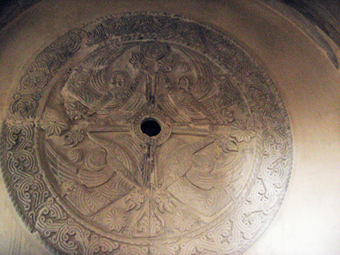
Воздвижение Святого Креста, рельеф из Кацхи

Монастырь Кацхи расположен в средневековой исторической области Аргвети, позднее вошедшей в состав Имеретии. Он был построен в честь святой Троицы в конце X века по распоряжению представителя знатного рода Липаритидов (Багуаши), который обосновался в Аргвети около 988 года после уступки своей крепости Клдекари грузинскому роду Багратидов. Строительство было завершено около 1010—1014 годов, в правление имеретинского царя Баграта III, о чем свидетельствует надпись на тимпане над юго-западным входом. В последующие века Кацхи служил фамильным монастырём и усыпальницей для членов рода Липаритидов. Согласно грузинским хроникам некогда могущественный Липарит IV был похоронен там после своей смерти в изгнании из Византийской империи.
После падения династии Липаритидов в XI веке монастырь Кацхи был предан забвению. Он возродился из безвестности в начале XVI века, когда Кацхи был пожалован Багратом III, царём Имеретии, князю Абуласхару Амиреджиби, который отремонтировал церковь и восстановил её для религиозного использования в качестве монастыря. К 1627 году Кацхи оказывается во владении княжеского рода Абашидзе, один из членов которого с 1702 по 1707 год был коронован царём Имеретии под именем Георгия VI и был похоронен в монастыре Кацхи после своей смерти в изгнании в Тбилиси. Монастырь был закрыт советской властью в 1924 году и вновь начал функционировать в 1990 году.
Монастырь Кацхи служил также важным центром христианской культуры. Сохранившиеся средневековые иконы и рукописи, ранее находившиеся в Кацхи, ныне хранятся в музеях Тбилиси.